# D. H. Lawrence

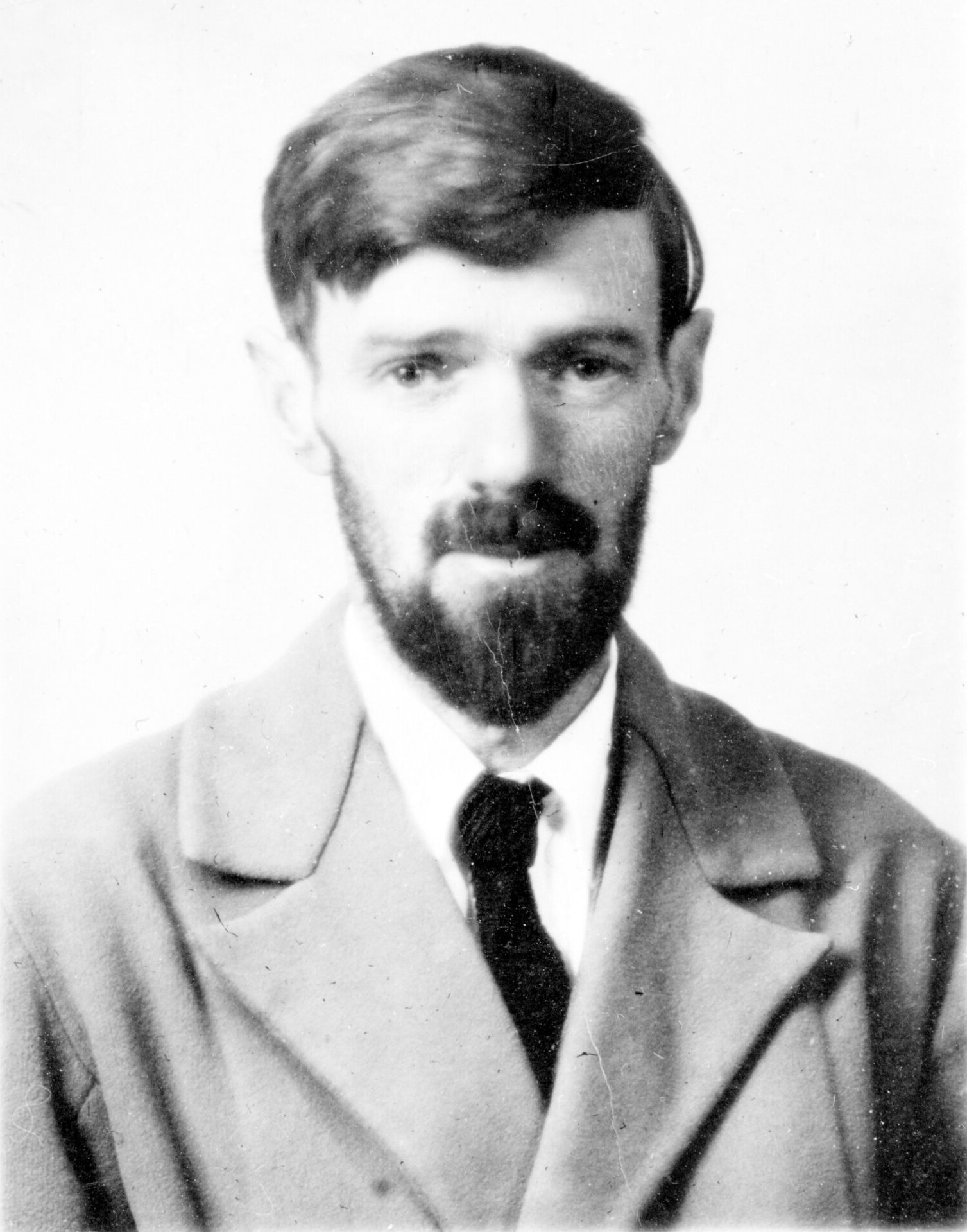
D. H. Lawrence (Passfoto)

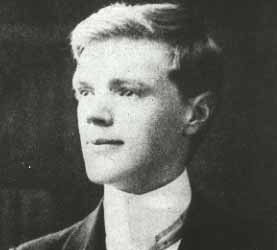
Fotoporträt des jungen D. H. Lawrence (1906)

David Herbert Lawrence (* 11. September 1885 in Eastwood, Nottinghamshire; † 2. März 1930 in Vence, Frankreich) war ein englischer Schriftsteller, der als erster Schriftsteller von Rang in der englischen Literatur des 20. Jahrhunderts aus einer Arbeiterfamilie stammte.

## Leben
David Herbert Lawrence, geboren und aufgewachsen in den Midlands, war der jüngste Sohn des Bergmannes Arthur John Lawrence (1846–1924) und seiner Ehefrau Lydia Lawrence, geborene Beardsall (1852–1910). Die Trauung der Eltern war am 27. Dezember 1875. Davids Geschwister waren die Brüder Georg Arthur (1876 geboren) und William Ernest (1878–1901) sowie die Schwestern Emily und Ada.  Die Mutter – sie stammte als ehemalige Lehrerin aus einer bürgerlichen Familie –  übte einen entscheidenden Einfluss auf die Erziehung ihrer Kinder aus. Doch das Verhältnis der sehr unterschiedlichen Eltern zueinander war konfliktgeladen. Die Familie gehörte zur Glaubensgemeinschaft der Kongregationalisten. 
Im Alter von dreizehn Jahren erhielt David Lawrence ein Stipendium zum Besuch der Nottingham High School, die er bis zum Juli 1901 besuchte. Danach arbeitete er in einer Manufaktur für orthopädische Hilfsmittel in Nottingham. In dieser Zeit lernte er Jessi Chambers kennen. Sie war eine Tochter des Pächterehepaares der Haggs Farm, die am Moorgreen Reservoir lag. Im Herbst 1902 begann Lawrence zunächst eine Tätigkeit als pupil-teacher (Hilfslehrer), die bis 1905 dauerte. Danach unterrichtete er bis 1906 als Volksschullehrer in Eastwood.
Als Jugendlicher zeigte er ein starkes Interesse an modernen Sprachen (Französisch, Deutsch, Italienisch, Spanisch). Ab September 1906 bis 1908 studierte er unter anderem Pädagogik am Nottingham University College. In dieser Zeit vertrat Lawrence eugenische Positionen. So schrieb er 1908 in einem Brief an Blanche Jennings, wenn es nach ihm ginge, sollte man eine „Todeskammer, so groß wie der Kristallpalast,“ errichten, in der alle Kranken, Lahmen und Krüppel schmerzlos von ihrem Leiden erlöst werden könnten. Nach dem Abschluss des Studiums bekam er am 12. Oktober 1908 eine Stelle in Croydon bei London (heute in South London) als Lehrer, wo er mit seinem antiautoritären Unterrichtsstil auffiel. 1911 erkrankte Lawrence, der bereits als Kind an Atemwegserkrankungen litt und im Alter von siebzehn Jahren eine Lungenentzündung hatte, an einer Tuberkulose der Lunge und quittierte 1912 den Schuldienst, auch um sich ganz der Schriftstellerei zu widmen und damit den Lebensunterhalt für sich und seine spätere Ehefrau Frieda, geborene von Richthofen, zu verdienen.

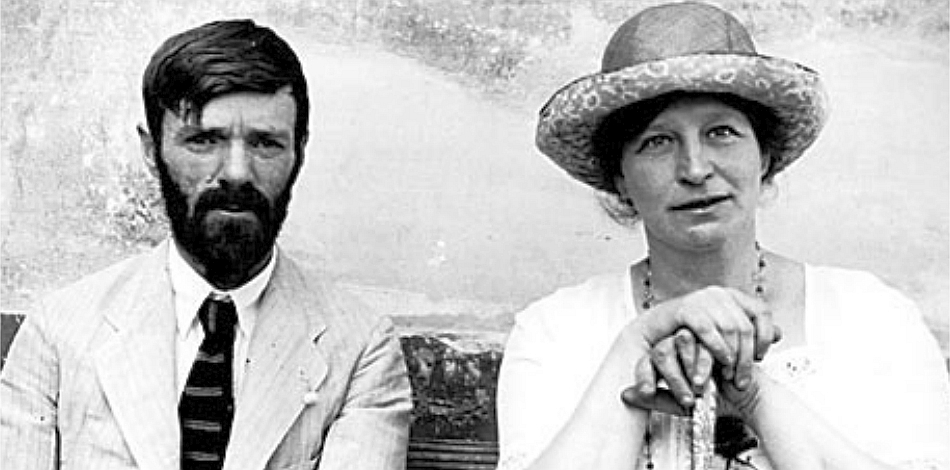
D. H. Lawrence und Frieda von Richthofen, 1914

Ab 1912 hatte er ein Verhältnis mit Frieda Weekley, der Ehefrau seines ehemaligen Französischlehrers am Nottingham University College. Der damals 32-jährigen Mutter von drei Kindern war er am 6. April 1912 erstmals begegnet. Nach unverzüglicher Anbahnung einer brieflichen Beziehung folgte er ihr Anfang Mai 1912 nach Deutschland in die lothringische Stadt Metz, wo sie geboren war und wo ihr Vater als Offizier des Kaiserlichen Heeres Dienst tat. Dort sammelte Lawrence die Eindrücke vom deutschen Militär, die sich in seiner Erzählung The Prussian Officer niederschlugen, und arbeitete an Söhne und Liebhaber. Von Friedas Mutter wurde er schließlich akzeptiert. Danach reisten beide zum ersten Mal gemeinsam nach Italien, wo sie sich von Anfang September 1912 bis April 1913 am Gardasee und bis am 8. Juni 1914 im ligurischen Lerici aufhielten. Am 13. Juli 1914 heiratete Lawrence die inzwischen geschiedene Frieda in London. Beide lebten für kurze Zeit in Zennor, mussten aber Cornwall wegen Spionageverdachts bald wieder verlassen. Längere Zeit hielt sich Lawrence in London auf, wo er mit den Imagisten Bekanntschaft machte, besonders mit Richard Aldington, in dessen Zeitschrift The Egoist er einiges veröffentlichen konnte.
Im Jahr 1913 lernte Lawrence in den literarischen Zirkeln Londons die aus Neuseeland stammende Schriftstellerin Katherine Mansfield kennen. Die beiden pflegten bis zu Mansfields frühem Tod 1923 eine allerdings nicht immer ungestörte freundschaftliche Beziehung. Die ambivalenten Gefühle, die Mansfield mit ihrem unkonventionellen Leben und Wirken in Lawrence auslöste, fanden ihren literarischen Ausdruck in seinem Porträt der Gudrun Brangwen in Women in Love und beeinflussten ebenso seinen Roman Lost Girl. Zu seinem Freundeskreis in dieser Zeit gehörten auch die Dichter Robert Nichols und Cynthia Asquith.

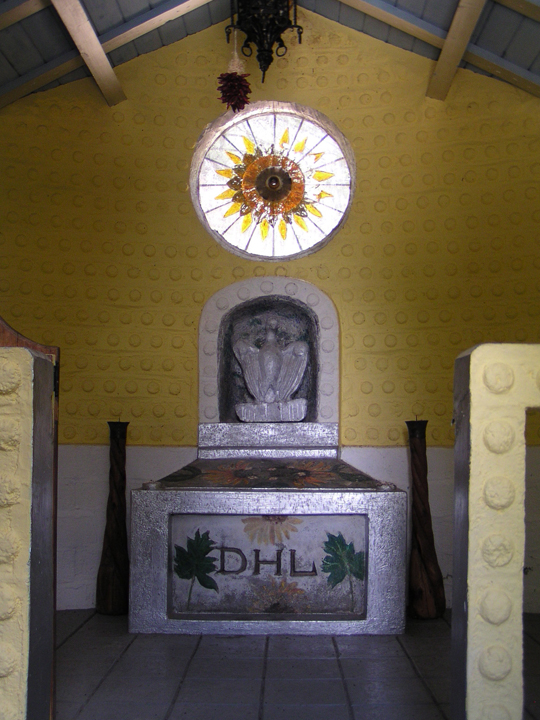
Grabmal östlich von Taos, New Mexico, USA

1915 lernte Lawrence auf Vermittlung von Lady Ottoline Morrell in Cambridge Bertrand Russell kennen. Die anfängliche Freundschaft entwickelte sich innerhalb von Monaten zu inniger, lebenslanger Abneigung, die auch in den Werken der beiden Männer ihren Niederschlag fand. So karikierte Lawrence Russell mit spitzer Feder in The Blind Man und Women in Love.
Wegen körperlicher Untauglichkeit wurde seine Ausübung des Militärdienstes 1915/1916 abgelehnt.
Seit Lawrence sich entschlossen hatte, sich ausschließlich der Schriftstellerei zu widmen, führte er zusammen mit seiner Ehefrau ein unstetes Wanderleben. Ab 1919 reiste das Ehepaar durch verschiedene Länder in Europa, wie etwa die Schweiz und Italien, sowie durch Ceylon und Australien und lebte anschließend in New Mexico und Mexiko. In Deutschland hielt sich Lawrence mehrmals bei seiner Schwiegermutter in Baden-Baden auf. Im September 1922 reiste das Paar in die Vereinigten Staaten ein. 1924 erwarb D. H. Lawrence im Tausch gegen sein Manuskript von Sons and Lovers eine Ranch bei Taos in New Mexico. Schließlich lebte er wiederum in England sowie Italien und Frankreich. Seine Gesundheit wurde immer schlechter; er wäre beinahe an einer Lungenentzündung gestorben. 1925, als er erstmals eine Blutung  aus der Lunge hatte, wurde erneut Tuberkulose diagnostiziert. Er kehrte daraufhin nach Europa zurück und verbrachte ab 1925 seine letzten Lebensjahre hauptsächlich in Italien. Seine Krankheit zwang ihn am 6. Februar 1929 zu einem Spitalaufenthalt in der Klinik Ad Astra in Vence. Im Alter von 44 Jahren starb Lawrence am 2. März 1930 in der Villa Robermond in Vence nahe von Cannes, im Beisein seiner Ehefrau Frieda und seines langjährigen Freundes Aldous Huxley, an Lungentuberkulose. Frieda ließ später seine Asche auf die Farm nach Taos bringen.
Lawrence war ein äußerst produktiver Autor: Neben Romanen schrieb er Gedichte, Essays, Reiseberichte und Texte für Theaterstücke. 1926 begann er auch zu malen. Ein Großteil seines Schaffens hat einen autobiografischen Bezug und thematisiert die Beziehung zwischen den Geschlechtern. Lawrence weist dabei dem Erotischen und dem Sexuellen eine wichtige Stellung zu. Dies erklärt, warum er zu Lebzeiten als Autor z. T. stark umstritten war und manche seiner Werke (darunter auch seine Gemälde) als unsittlich verboten wurden. Sein bekanntestes Buch ist seine um 1927 geschriebene letzte Novelle Lady Chatterley’s Lover.

## Literarisches Schaffen und werkgeschichtliche Zusammenhänge
Strukturbildend für die Entwicklung des gesamten literarischen Schaffens von D. H. Lawrence sind vor allem zwei tiefgreifende Polaritäten aus seiner Jugendzeit: Einerseits führten die unüberbrückbaren sozialen, klassenbedingten Mentalitätsunterschiede seiner Eltern zu kontinuierlichen familiären Konflikten, die nur gelegentlich durch die grenzüberschreitende Kraft der wechselseitigen erotischen Anziehung zwischen seinem Vater und seiner Mutter abgemildert wurden. Diese Konflikte versuchte Lawrence in seinen Romanen, Kurzgeschichten und in vielen seiner literarischen Produktionen gleichsam selbsttherapeutisch zu verarbeiten. Andererseits projizierte er vornehmlich in seinen späteren Fiktionen der 1920er Jahre die entstandenen Loyalitätskonflikte zwischen seiner übermäßig starken, ödipalen Bindung an die besitzergreifende Mutter und seiner verschobenen oder verdrängten Anziehung im Hinblick auf die unbewusst-dunkel erlebte, zum Teil von ihm unterdrückte Faszination für die männlich-virile Energie oder Lebensweise seines Vaters imaginativ in seinem Spätwerk auf jene erotisches Faszination, die die sozial inferiore, kulturelle Andersartigkeit seiner phallisch-maskulinen Männergestalten auf seine gesellschaftlich höher stehenden Protagonistinnen ausübte.
Dabei brachte deren Entscheidung zumeist gegen die soziale Akzeptanz und für den Außenseiter, wie beispielsweise die von Lady Chatterley für ihren Wildhüter Oliver Mellors in seinen wohl bekanntesten und zugleich umstrittensten Werken Lady Chatterley’s Lover (1920) bzw. Lady Chatterley (1939), dies sehr deutlich zum Ausdruck. So wird die entsprechende Entscheidung der Protagonistin von Lawrence im Text dieser beiden Werke als affirmative Bejahung des Lebens und regressiver Akt der weiblichen Selbstfindung dargeboten und gewertet. Die Freizügigkeit, mit der er die sexuellen Beziehungen zwischen den beiden Protagonisten in den verschiedenen Versionen dieses Romans behandelte, führte dazu, dass der Roman in England bis 1960 in seiner ursprünglichen Form nicht publiziert werden durfte.
In den komplexen Konstellationen der Romanfiguren überlagern sich zugleich klassen- und geschlechtsspezifische Aspekte auf einer strukturell tieferen Ebene, wobei Klassen- und Geschlechtshierarchien sich gegenseitig überschneiden sowie beeinflussen und damit ein wirkungsvolles Symbolisierungspotential schaffen. Diese Konstellationen sind nicht nur prototypisch für Lawrence’ Fiktionen, sondern prägten in seiner Nachfolge auch mehrere Werke von jüngeren englischen Autoren wie beispielsweise John Osborne oder David Storey.
In gleicher Weise strukturbildend für das literarische Gesamtwerk von Lawrence ist ebenfalls im Sinne einer Gleichzeitigkeit des Ungleichzeitigen das kontrastreiche und konfliktträchtige Nebeneinander einer modernen, kapitalistisch-industriellen Zivilisation, der Welt seines Vaters, und der idyllisch-traditionalen Lebensweise und Zeitrhythmen eines agrarisch-ländlichen Englands, wie Lawrence es topografisch konkret in Nottinghamshire, dem Herkunftsort seiner einflussreichen Jugendliebe Jessie Chambers, erlebte. Lawrence versucht dies beispielsweise in dem dritten Teil seines Generationenromans The Rainbow (1915; dt.: Der Regenbogen, 1922) anhand des beständigen Schwankens seiner Protagonistin Ursula Brangwen zwischen rückwärtsgewandten Natursehnsüchten und vorwärtsgewandten Emanzipationsbestrebungen in der modernen Arbeitswelt literarisch einzufangen.
Dieser tiefenstrukturell angelegte Gegensatz von Zivilisationskritik und Lebensaffirmation ist zudem konstitutiv für das gesamte literarische Werk von Lawrence, in dem sich die radikal-fundamentalistisch begründete Kritik an der Moderne im Hinblick auf die rationalistischen, aber zugleich mechanistischen Allmachtphantasien im Bewusstsein der Individuen mit Lawrence’ Orientierung an einer gleichsam pantheistischen Weisheit organischer Naturprozesse und eines leibhaft inkarnierten Unbewussten verbindet.
Dieser Zusammenhang findet seinen Niederschlag in besonderem Maße in Women in Love (1920; dt.: Liebende Frauen, 1927) in der Überlagerung von Erzähler- und Figurenrede in zahlreichen Passagen erlebter Rede, in der komplex verwobene Natursymbolik sowie in dem Bestreben nach einer Versprachlichung der tiefenpsychologischen Befindlichkeiten der weiblichen Romanfiguren. Sowohl in entstehungsgeschichtlicher wie auch in thematisch-motivischer Hinsicht bildet dieser wohl elaborierteste Roman von Lawrence mit The Rainbow eine Einheit, indem er die diachrone Perspektive anhand einer historischen Rekonstruktion der tieferen Zeichen und Codierungen des Zivilisationsprozesses mittels individueller Erlebniszustände oder Verarbeitungsmuster repräsentativer Charaktere in The Rainbow aus dem Jahre 1915 nachfolgend 1920 in Women in Love ergänzt um eine synchron ausgerichtete, struktur-analytische Diagnose des zivilisatorischen Verblendungszusammenhangs in der Moderne und ein Ausloten alternativer kreativer Sinnoptionen.
Die Konzentration in Women in Love auf die beiden kontrastiv angelegten Entwicklungsprozesse der Liebesbeziehungen zwischen Gudrun Brangwen und Gerald Crich in negativer Hinsicht und Ursula Bragwen und Rupert Birkin in positiver Hinsicht macht mit dem individuellen Mikrokosmos der Protagonisten erzählerisch zugleich die entscheidenden Prägekräfte des sozio-kulturellen Makrokosmos transparent und verknüpft insofern die kritische Negation der todgeweihten Dekadenz des ersten Paares mit der Affirmation der individuellen Kreativität und der alternativen Lebensform des zweiten Paares.
Werden wesentliche Motive und Strukturen des Erzählwerks von Lawrence bereits durch seine autobiografisch erfahrenen und bezeugten Adoleszenzkonflikte beeinflusst oder vorgeprägt, so wird sein weiteres literarisches Schaffen in wesentlichen Teilen umso mehr grundsätzlich bestimmt durch die engen Wechselbeziehungen von Leben und Werk, die in Lawrence’ leidenschaftlicher Beziehung zu seiner Frau Frieda begründet liegen, die er 1912 als dreifache Mutter und damalige Ehefrau seines Universitätslehrers kennenlernte und die ihn fortan auf allen wechselvollen Stationen seines unsteten Lebensweges einschließlich seiner Reisen und Auslandsaufenthalte, u. a. in der Schweiz, Italien, Australien, den USA oder Mexiko, bis hin zu seinem frühen Tod aufgrund seines Lungenleidens begleitete.
Ohne den engen Bezug zu dem aus dieser Beziehung resultierenden biografischen Erlebnis- und Erfahrungssubstrat sind weder Lawrence’ Versuche der Erkundung des Mysteriums der sexuellen Erfüllung noch der unbewusst-dynamischen Überwältigung durch das erotische Begehren oder die zahlreichen Variationen der internationalen Thematik in seiner Fiktionswelt, so etwa die England-Italien-Thematik in The Lost Girl (1920, dt.: Das verlorene Mädchen, 1939) oder die Europa-Mexiko-Thematik in The Plumed Serpent (1926; dt.: Die gefiederte Schlange, 1932) kaum fassbar.
Im Hinblick auf diesen Zusammenhang nimmt in Lawrence‘ Spätwerk neben Lady Chatterley’s Lover vor allem The Plumed Serpent einen besonderen Stellenwert ein, insofern Lawrence in diesem Buch danach strebt, die Regeneration einer ganzen Gesellschaft auf der Grundlage mythisch-religiöser Kräfte darzustellen.
Ungeachtet der autobiografischen Impulse oder Erfahrungsbezüge vermag Lawrence es jedoch, literarisch seinen allgemein anerkannten Rang in der englischen Literaturgeschichte als bedeutsamer Romancier und kulturkritischer Erzähler zu etablieren, da es ihm gelingt, mit der kreativ-imaginativen Transformation der im Vordergrund stehenden Einzelthemen in seine eigene künstlerische Sprache nachhaltig die konstruktive Integration in ein umfassendes weltanschauliches Anschauungssystem im Sinne einer alternativen, philosophisch begründeten Anthropologie mit dem Bemühen um Antworten auf ein als krank und dekadent empfundenes Verhängnis der modernen Zivilisation literarisch eindrucksvoll zu gestalten.
Die vertiefenden Ausdeutungen der von ihm dargestellten und literarisch verarbeiteten interkulturellen Begegnungen mit fremden Völkern oder Kulturen und Religionen mit ihren vielfältigen Symbolisierungen der fremden Alterität als „natürliche Kulturen“ und den Erfahrungen des Fremden als fremdgewordenem Eigenen begründen darüber hinaus die literaturgeschichtliche Relevanz von Lawrence’ internationalen Fiktionen und Reiseberichten, wie etwa Twilight in Italy (1916) oder Mornings in Mexico (1927), und eröffnen damit eine fruchtbare literarische Auseinandersetzung mit Eigen- und Fremdbildern, die zugleich eine kritische Distanz zu den Wertparadigmen des englischen und darüber hinaus abendländischen Kultursystems schafft.
Auf diesem Hintergrund fungiert in Lawrence’ eigenwilliger philosophischer Anthropologie, die er ebenfalls durch theoretische Spekulationen wie etwa in Psychoanalysis and the Unconscious (1922) oder Fantasia of the Unconscious (1922) zu untermauern versuchte, letztlich nicht die Sexualität als transzendierende Kraft. Vielmehr bildet sein vitalistisch-organizistisch interpretiertes Lebenssubstrat das eigentliche Signifikat oder Sinnzentrum. Die biografisch begründeten Deutungen individueller Existenz und Manifestationen von Sexualität werden so in seinem Werk zu Metaphern eines durch Mangel und Differenz bestimmten Lebensprozesses in einer dekadenten oder kranken Zivilisation, die durch ein blindes Bemächtigungsstreben die symbiotische Verwurzelung des Individuums in der lebendigen Natur durch die rationale Beherrschung und Kontrolle der inneren wie äußeren Natur verdrängt und auf diese Weise das Schicksal des Menschen beherrscht. Dem setzt Lawrence seine alternative Anthropologie der life-affirmation gegenüber, die nicht allein wegweisend die Würde des Menschen und seiner individuellen Existenz über die bestehenden Spaltungen und Entzweiungen hinweg als komplexe Balance von Körper und Geist, Natur und Kultur sowie sinnlicher Erfahrung und abstraktem Denken zurückzugewinnen versucht, um auf diesem Wege zu dem ursprünglichen Potential des Menschen zurückzufinden.
In dem Rahmen der diversen Einzelthemen, mit denen Lawrence sich in seinem Gesamtwerk befasste, ist letztlich vor allem sein Bestreben hervorzuheben, sich mit Leidenschaft in Naturvorgänge einzufühlen und kosmische Gesetzmäßigkeiten zu erfassen, der Menschen, Tiere und Pflanzen unterstellt sind, um den Blick seiner Leser und Leserinnen für die jeweiligen Eigengesetzlichkeiten dieser natürlichen wie auch kosmischen Fügungen zu schärfen. Aus dem spezifischen Rhythmus der von ihm dargestellten Erlebniswelt ergab sich für ihn nebst der literarischen Gestaltungsform des Erzählwerks zugleich die Ausdrucksform des Gedichtes, wobei er eine Kompositionsweise vermied, die sich den Regeln einer vorgegebenen normativen Poetik fügte. Geeignete Ausdrucksmittel fand er in seinen Gedichten vor allem im vers libre, wobei diese aufgelockerte Form der poetischen Darstellung es ihm möglich machte, seinem lyrischen Schaffen mit der gleichen Intensität Ausdruck zu verleihen, wie es ihm in den herausragenden Szenen seines Romanwerks oder auch in den grandiosen Naturbeschreibungen seiner Reisetagebücher gelang.
So bestätigt Lawrence in seinem gesamten literarischen Schaffen auch aus Sicht der zeitgenössischen Literaturkritik durch seine emphatische Darstellung der leidenschaftlichen Bewegtheit der innermenschlichen Vorgänge sowie der Leichtigkeit des Übergangs vom Seelischen zum Kosmischen oder vom Sittlichen zum Metaphysischen sowie durch die Weite seines Ausblicks auf das immerwährende Schauspiel von Werden und Vergehen immer noch seinen herausragenden Rang eines Dichters und Autors, den der renommierte englische Schriftsteller und Literat E. M. Forster 1930 in seinem Nachruf als „the greatest imaginative novelist of our generation“ (dt.: „der größte einfallsreiche Romancier unserer Generation“) gewürdigt hat.

## Werke

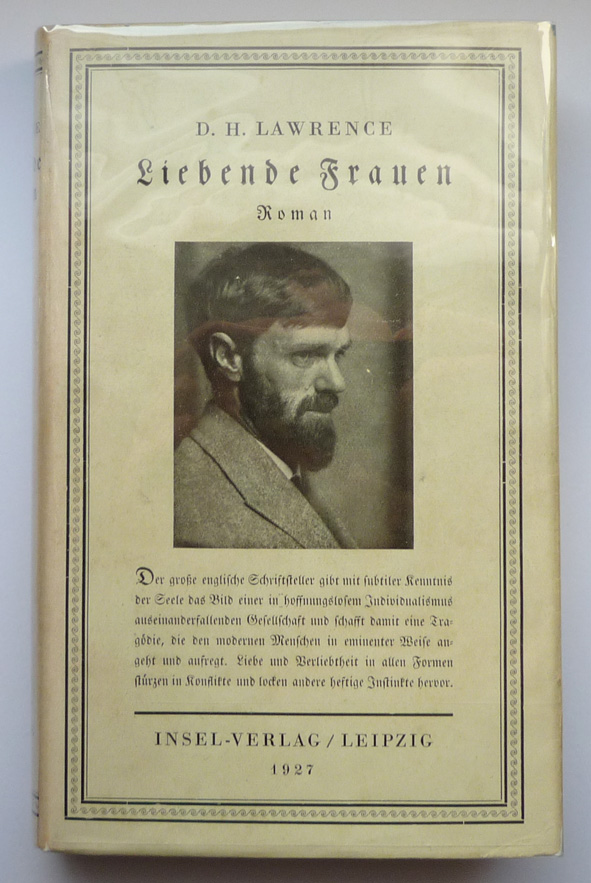
Liebende Frauen, Deutsche Erstausgabe, Insel, Leipzig 1927

Der Universitätsverlag Cambridge University Press arbeitet seit 1979 an einer wissenschaftlichen Edition des Gesamtwerkes. Die Edition bemüht sich um eine Rekonstruktion derjenigen Textversionen, die Lawrence veröffentlicht hätte, wenn die Forderungen der Zensur und die Wünsche seiner Verleger unberücksichtigt geblieben wären. 
Das nachfolgende Werkverzeichnis wird aktualisiert (Stand Dezember 2023) nach der Bibliografie von Richard Aldington.

### Romane
- The White Peacock. Heinemann, London 1911 
  - Deutsche Ausgabe: Der weiße Pfau. Aus dem Englischen übersetzt von Herberth E. Herlitschka. Ralph A. Höger-Verlag, Wien 1936.[22]
- The Trespasser. 1912 („Auf verbotenen Wegen“ / „Todgeweihtes Herz“; das Buch hat in verschiedenen deutschen Ausgaben unterschiedliche Titel)
- Sons and Lovers. 1913 
  - Deutsche Erstausgabe: Söhne und Liebhaber. Aus dem Englischen übersetzt von F. Franzius. Insel-Verlag, Leipzig 1925, Online im Projekt Gutenberg.
  - Deutsche Ausgaben: Söhne und Liebhaber. Aus dem Englischen übersetzt von Georg Goyert. Leipzig 1937 und Rowohlt Taschenbuch Verlag, Reinbek bei Hamburg 1960.
  - Neuausgabe: Söhne und Liebhaber. Aus dem Englischen übersetzt von Hans-Christian Oeser. Reclam-Verlag, Stuttgart 2011, ISBN 978-3-15-010754-6.
- The Rainbow. 1915 („Der Regenbogen“)
- Women in Love. 1920 („Liebende Frauen“, dt. von Petra-Susanne Räbel, 2008 bei Diogenes, ISBN 978-3-257-23731-3)
- The Lost Girl. 1920 („Das verlorene Mädchen“)
- Mister Noon. 1921.
- Aaron’s Rod. 1922 („Aarons Stab“, ISBN 978-3-931135-74-4)
- Kangaroo. 1923 (bisher nicht auf Deutsch)
- Der Hengst St. Mawr. 1925, ISBN 978-3-257-20190-1.
- The Plumed Serpent. 1926 („Die gefiederte Schlange“)
- Lady Chatterley’s Lover. 1928. („Lady Chatterleys Liebhaber“; dritte Fassung des Romans)

Veröffentlichte Manuskripte
- The First Lady Chatterley. 1926 fertiggestellt, 1944 postum veröffentlicht („Die erste Lady Chatterley“; erste Fassung von Lady Chatterley’s Lover)
- John Thomas and Lady Jane. 1927 fertiggestellt, 1954 erstmals veröffentlicht („John Thomas und Lady Jane“; zweite Fassung von Lady Chatterley’s Lover)

### Erzählungen (Auswahl)
- Die Frau, die davonritt, und andere Erzählungen. Europäische Bildungsgemeinschaft, Stuttgart 1968
- Der Mann, der Inseln liebte. Erzählungen. Diogenes, Zürich 1990, ISBN 3-257-20187-7.
- Überlegungen zum Tod eines Stachelschweins. Hg. & Übers. Reinhild Böhnke. Reclam, Leipzig 1992.
- Der Fuchs. In Englisch 1923 als The Fox. Auf Deutsch (E. Jaffe-Richthofen): Insel Verlag, Leipzig 1926 (Insel-Bücherei 384). Verschiedene spätere deutsche Ausgaben.
- Die blauen Mokassins. Erzählungen. Rowohlt, Reinbek bei Hamburg 1996, ISBN 978-3-499-22073-9, online
- Der preußische Offizier und andere Erzählungen. Diogenes, Zürich 1997, ISBN 3-257-20184-2.
- Übers. Andreas Kellermann: Hagel im Rheinland. In: „Mit seinem Gold und Nebel“. Das Bergische Land im Spiegel der Literatur. Bücken & Sulzer Verlag, Overath 2004, ISBN 3-936405-13-1.

### Lyrik (in deutscher Übersetzung)
- Nimm mein Wort in die Hand: Gedichte, engl./dt., Übersetzungen von Werner von Koppenfels. München: Stiftung Lyrik-Kabinett, 2018, ISBN 978-3-938776-51-3.

### Theaterstücke
- A Collier’s Friday Night. 1907.
- The Daughter in Law. 1912.
- The Fight for Barbara. 1912.
- The Married Man. 1912.
- The Merry-go-round. 1912.
- The Widowing of Mrs Holroyd. 1914.
- Touch and Go. 1920.
- David. 1926.

### Reisetagebücher
- Twilight in Italy, 1916 („Italienische Dämmerung“, TB)
- Sea and Sardinia, 1921 („Das Meer und Sardinien“, TB, ISBN 978-3-257-21312-6)
- Mornings in Mexico, 1927 („Mexikanischer Morgen“, TB)
- Etruscan Places, 1932 („Etruskische Stätten“, TB)